# Center for Sex Positive Culture
Center for Sex Positive Culture (CSPC), anteriormente conocida como The Wet Spot, es una organización sin ánimo de lucro basada en la afiliación de socios con sede en Seattle (Washington).
Organiza eventos y ofrece un espacio para varias subculturas sexopositivas, entre las que destacan los grupos BDSM, swingers y poliamorosos. CSPC acoge a personas de todas las identidades sexuales y pretende abarcar todas las prácticas sexuales consentidas. El centro es un club recreativo 501(c)(7); su organización hermana, la Fundación para la Cultura Sexualmente Positiva (renombrada Pan-Eros en 2018), es una organización benéfica/educativa 501(c)(3).
La organización celebró su primer evento, una recaudación de fondos, en marzo de 1999.

## Historia
La organización se fundó en 1999 como Seattle Sex Positive Community Center. Desde el punto de vista social, es una extensión del Beyond the Edge Cafe de Allena Gabosch, que acogía eventos relacionados con el BDSM. Varios clientes habituales del café comenzaron a discutir la posibilidad de conseguir un espacio dedicado a sus actividades.
En 2007, la organización también cambió su nombre por el de Center for Sex Positive Culture y abrió un segundo edificio «anexo». En noviembre de 2008, el Centro para la Cultura Sexual Positiva fue objeto de escrutinio en un reportaje de KOMO-TV sobre la condición de organización sin ánimo de lucro del Centro y las actividades sexuales que allí se llevan a cabo. La noticia fue criticada por Dan Savage y otros por su inexactitud, y posteriormente fue retirada de la página web de la cadena.

### Problemas de espacio, cierre y adquisición de nueva ubicación
En el nuevo espacio de la Galería Erato, el CSPC se reagrupó bajo el liderazgo de una nueva junta directiva y comenzó a organizar eventos de nuevo, aunque con menos frecuencia que en la ubicación original de Interbay. Al comienzo de la pandemia de COVID-19, tanto el CSPC como Pan-Eros se vieron obligados a cesar sus actividades presenciales a partir de marzo de 2020, lo que también provocó la cancelación del Festival de Arte Erótico de Seattle de ese año. Ambas organizaciones pasaron a organizar eventos en línea y, a mediados de 2021, reanudaron algunos eventos con aforo limitado y medidas de protección.